# Лозовский, Владимир Николаевич
Владимир Николаевич Лозовский (4 ноября 1927 — 21 мая 2020) — советский и российский физик, доктор физико-математических наук (1974), профессор (1975). Заслуженный деятель науки и техники РСФСР (1988).

## Биография
Родился 4 ноября 1927 года в городе Таганроге.
До 1946 года окончил Таганрогскую среднюю школу. В 1951 окончил физико-математический факультет Ростовского государственного университета.
С 1951 года работал в Новочеркасском политехническом институте — ассистент и старший преподаватель. С 1958 по 1961 годы обучался в аспирантуре. В 1961 году защитил кандидатскую диссертацию, в 1974 году — докторскую диссертацию. В 1962 году В. Н. Лозовскому присвоено звание доцент, в 1975 году звание — профессора. С 1962 по 1997 год — заведующий кафедрой физики ЮРГПУ, В. Н. Лозовский с 1993 года организовал на кафедре подготовку инженеров по специальности «микроэлектроника и полупроводниковые приборы», а в 1998 году с его участием организована подготовка в университете преподавателей-физиков. В. Н. Лозовским были разработаны спецкурсы для студентов: «Физика твердого тела», «Твердотельная электроника», «Технология микросхем», «Физика полей», а для преподавателей — «Роль фундаментальных дисциплин в инженерном образовании», «Современная научная картина мира».
В. Н. Лозовский был создателем научной школы, организатором — лаборатории по исследованию роста кристаллов, проблемной лаборатории микроэлектроники и отраслевой лаборатории микрометаллургии полупроводников. В. Н. Лозовским была открыта аспирантура по физике твердого тела, под его руководством выполнены 44 кандидатские и докторские диссертации. Научные интересы В. Н. Лозовского связаны с исследованием процессов роста кристаллов в микроразмерных ячейках, особенность развиваемого метода состоит в том, что он позволяет перемещать внутри и на поверхности кристалла жидкие микрозоны различной конфигурации и состава. В. Н. Лозовский всесторонне исследовал закономерности миграции жидких включений в простых и сложных полупроводниковых материалах, а также влияние миграции на свойства кристаллов. Результаты этих исследований отражены более чем в 400 публикациях в отечественных и зарубежных изданиях, включая 6 монографий, он автор 70 изобретений, участник более 100 конференций, включая международные.
Умер 21 мая 2020 года в Новочеркасске.

## Награды
- Орден Почёта (2007 — "за заслуги в научной и педагогической деятельности и большой вклад в подготовку квалифицированных специалистов наградить работников государственного образовательного учреждения высшего профессионального образования «Южно-Российский государственный технический университет (Новочеркасский политехнический институт»)
- Медаль «Ветеран труда» (1989)
- лауреат Премии имени Н. Н. Зинина (2012[1]).

### Звания
- Заслуженный деятель науки и техники РСФСР (1988 — «за заслуги в научной деятельности»)
- Почётный работник высшего профессионального образования Российской Федерации (1997)